# Zuber et Cie

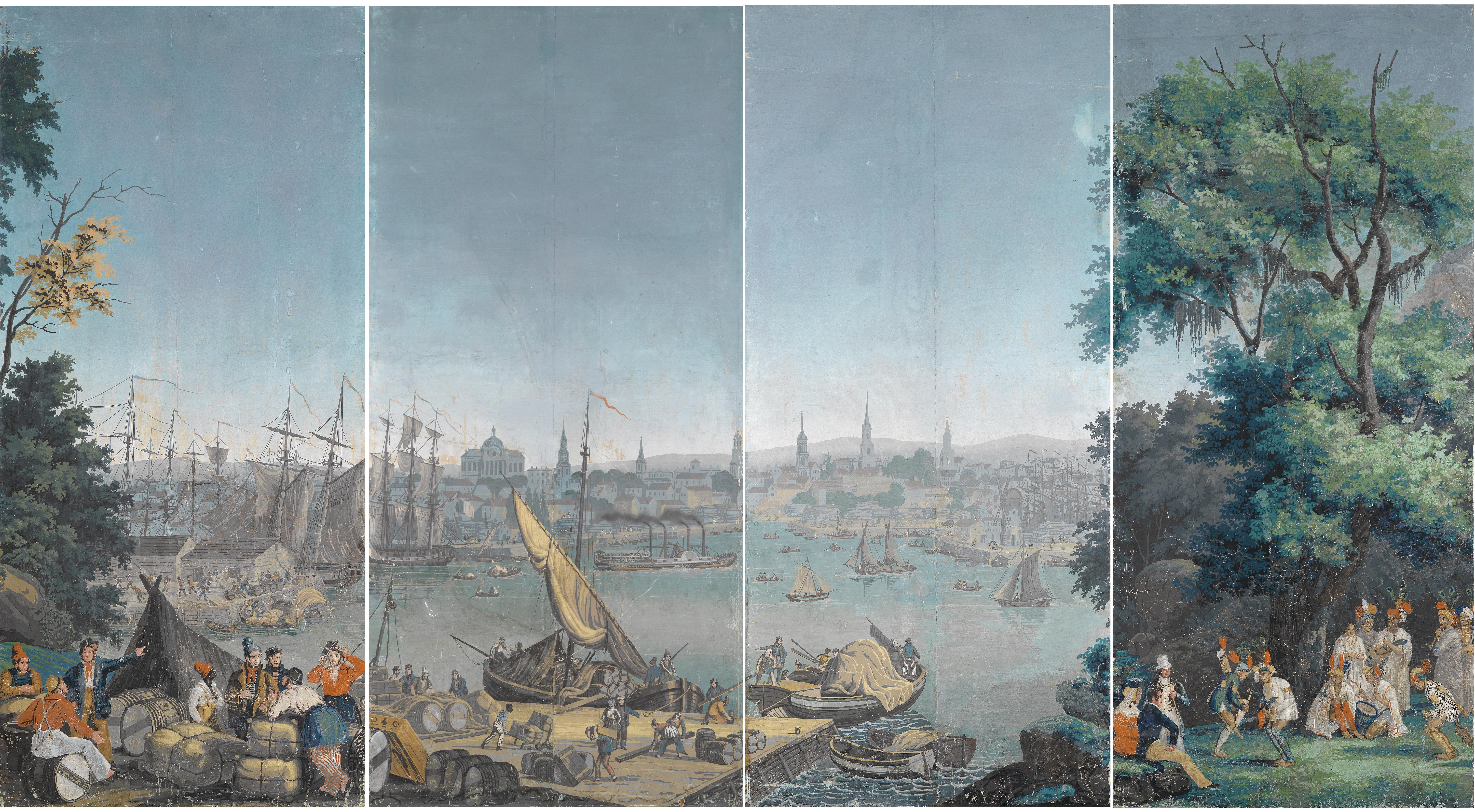
Hafenszene in Boston aus „Vue de l’Amérique Nord“

Zuber et Cie, auch Zuber & Cie, ist eine seit 1797 bestehende französische Tapetenfabrik in Rixheim und die nach eigenen Angaben weltweit letzte Produktionsstätte für mit Holzmodeln hergestellte Tapeten.

## Allgemein

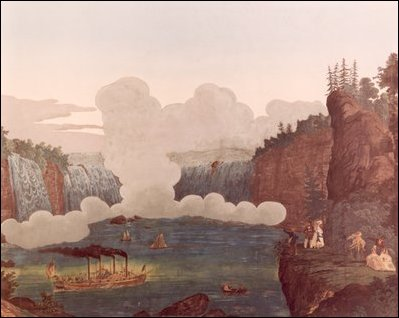
Ansicht der Niagarafälle aus der Panoramaszene

In der Zeit des Klassizismus kamen ab etwa 1785 Landschaftstapeten in Mode. Sie wurden zuerst wie von Holzleisten gerahmte Seidenstoffbespannungen felderweise geklebt, bald jedoch über einem Holzpaneel ganzräumig bis zur Decke. Neben idyllischen Landschaftsszenen wurden auch zahlreiche andere Dekore, Tier- oder Pflanzenmotive, exotische Bilder usw. verwendet. Solche Tapeten wurden ursprünglich individuell bemalt, aufgrund der großen Nachfrage jedoch bald mit Druckstöcken (nach dem älteren Vorbild des Blaudrucks) bedruckt. Bisweilen wurden dafür sogar kreisrunde Räume in der Art von Panoramen verwendet. In Deutschland nannte man sie Pariser Tapeten, da die meisten Hersteller dort saßen; es gründeten sich jedoch auch andernorts Hersteller, darunter etwa Manufakturen in Berlin; mit deren Tapeten wurde etwa 1797/1798 das Schloss Paretz ausgestattet.
Für die Herstellung von Papiertapeten sowie von Stoffvorhängen kann Zuber auf ein Archiv von über 100.000 gravierten Druckstöcken aus dem 18. und 19. Jahrhundert zurückgreifen, die als Kulturdenkmale (Monument historique) unter Denkmalschutz stehen. Zuber bietet Panoramaszenerien  wie „du Vue de l’Amérique Nord“, „Eldorado Hindoustan“ oder „Isola Bella“ sowie gemusterte Tapeten, Bordüren, Deckenbilder und Einrichtungsstoffe an, wobei alle Produkte auch heute noch in einem aufwendigen handwerklichen Prozess einzeln hergestellt werden.
Zuber hat Vertretungen mit Schauräumen in Paris und Nizza, New York, Los Angeles, London und Dubai.
Als John F. Kennedy als Präsident der Vereinigten Staaten im Weißen Haus amtierte, ließ seine Frau Jacqueline Kennedy den Diplomatic Reception Room mit der 1834 entworfenen Panoramatapete „Vue de l’Amérique Nord“ von Zuber & Cie dekorieren. Diese Tapete stammte aus dem sogenannten Jones-Haus, wo sie bis 1961, als das Haus einem Lebensmittelgeschäft weichen musste, gehangen hatte. Die Tapete konnte noch kurz vor dem Abriss gerettet werden und wurde dann an das Weiße Haus verkauft.
Eine andere historische Zuber-Tapete, die aus 32 Bahnen bestehende und etwa 15 m lange Panoramaszene „Les guerres d’indépendence“, erzielte auf einer Auktion 40.500 $ und gilt als teuerste verkaufte Tapete der Welt.

## Geschichte
Die Manufaktur Zuber & Cie hat ihre Wurzeln in der deutschen Tapetenfabrik Nicolas Dolfus & Cie in Mülhausen, in der der Schweizer Angestellte Jean Zuber (1773–1852) um 1790 mit gravierten Kupferwalzen und zusammengeklebten Papierbögen erste Versuche unternahm, Tapetenbahnen zu bedrucken. Da sich Papier damals noch nicht wie Stoff in Meter langen Bahnen herstellen ließ und das Papier beim Zusammenkleben immer wieder Falten schlug, war ein gleichmäßiges Bedrucken jedoch nahezu unmöglich, weshalb Zubers erste Versuche nicht von Erfolg gekrönt waren. Erst nach der Herstellung von Endlospapierrollen (1799) konnte sein Verfahren ab ca. 1826 industriell angewandt werden.
Im Jahr 1795 wurde die Firma Nicolas Dolfus & Cie in „Hartmann, Risler & Cie“ umbenannt. Am 8. August 1796 heiratete Jean Zuber die in Mülhausen geborene Elisabeth Spoerlein (1775–1856), Tochter des Teilhabers der Papierdruckfirma Jean Spoerlein (1747–1803); das Ehepaar hatte sechs Kinder. Nach dem Umzug der Fabrik in die Gemeinde Rixheim, einem östlichen Vorort von Mülhausen, im Jahr 1797 und dem Auskauf durch Jean Zuber im Jahr 1802 nahm die Firma den Namen „Zuber & Cie“ an. Der Betrieb, der nach dem Wechsel des Elsass zu Frankreich 1798 französischen Gesetzen unterstand, beschäftigte begabte Zeichner und Designer wie Eugene Ehrmann (1804–1896) und Georges Zipélius (1808–1890).
Zubers Sohn Jean Zuber jun. (1799–1853) übernahm den Betrieb und führte die Produktion weiter, so wie nach ihm auch sein Sohn Ivan Zuber (1827–1919). Das Unternehmen stand noch bis 1968 unter der Leitung direkter Nachkommen von Jean Zuber.
Die amerikanische Zeitung „The Frederick Post“ vermeldete, dass Jean Zubers Tapeten schon zu Lebzeiten des Papierdruckers so berühmt waren, dass König Louis-Philippe I. ihn im  Jahr 1834, in dem die amerikanische Panoramaszene erstmals erschien, in die Ehrenlegion aufnahm.

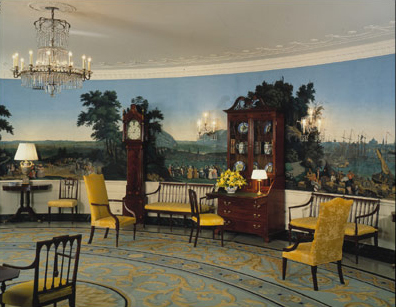
Empfangssalon im Weißen Haus
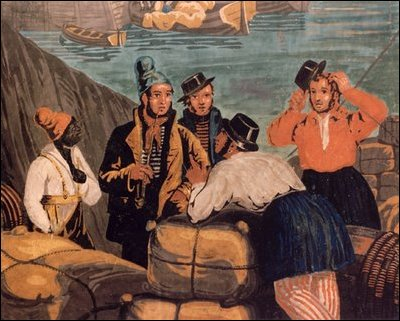
Hafenszene in Boston aus „Vue de l’Amérique Nord“ im Diplomatischen Empfangssalon des Weißen Hauses
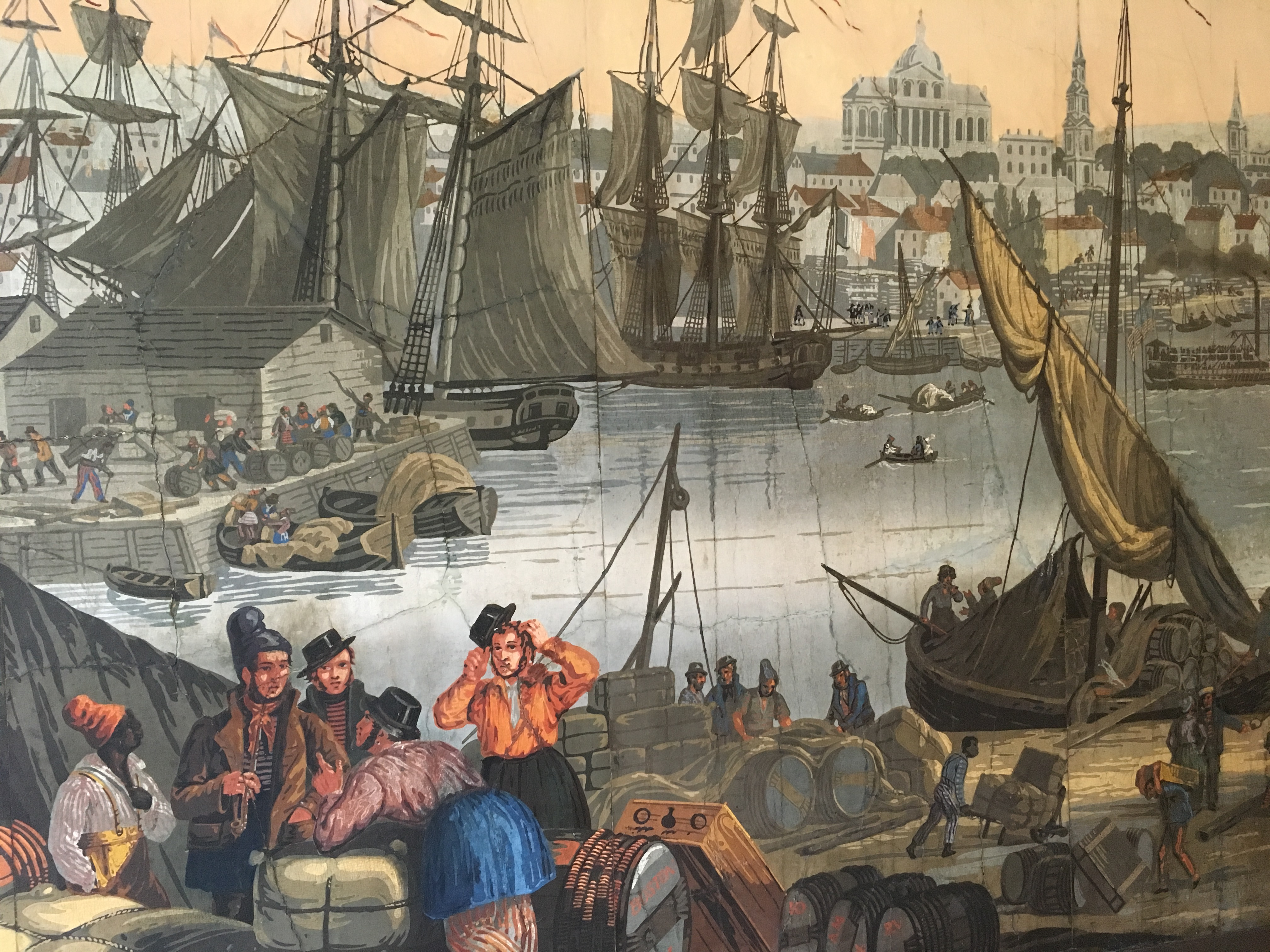
Soros Room im International House
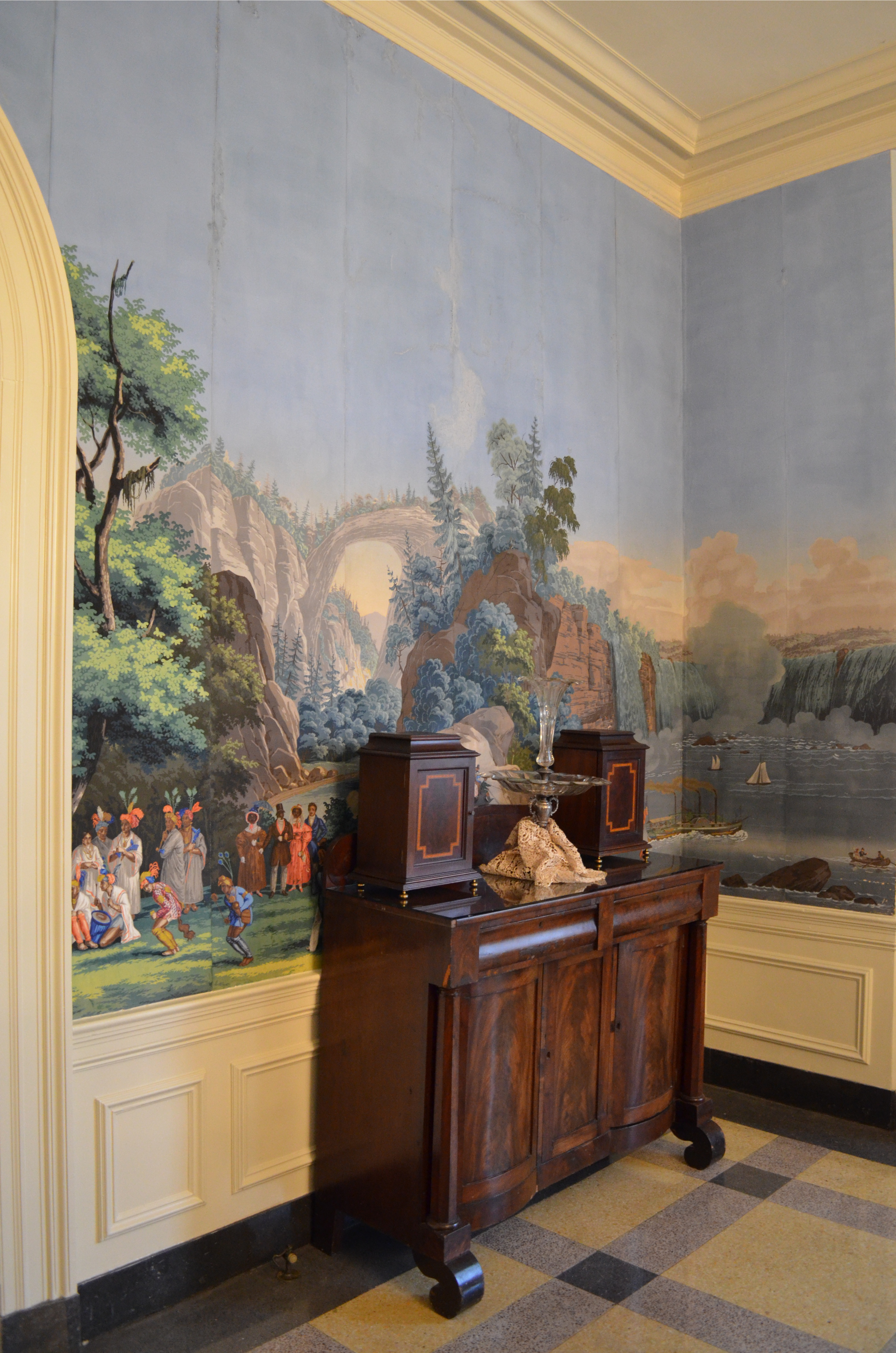
State Dining Room im Old Louisiana Governor’s Mansion in Baton Rouge

1983 wurde in einem Flügel der Deutschordenskommende Rixheim das Musée du Papier Peint eröffnet, das Herstellung und Produkte der Manufaktur präsentiert.
Für die Öffentlichkeit zugänglich sind u. a. die dekorierten Räume in
- Schwetzinger Schloss, Hochberg-Zimmer, Tapete von 1804[5]
- Ehemalige Sous Préfecture in Wissembourg, heute Musée Westercamp

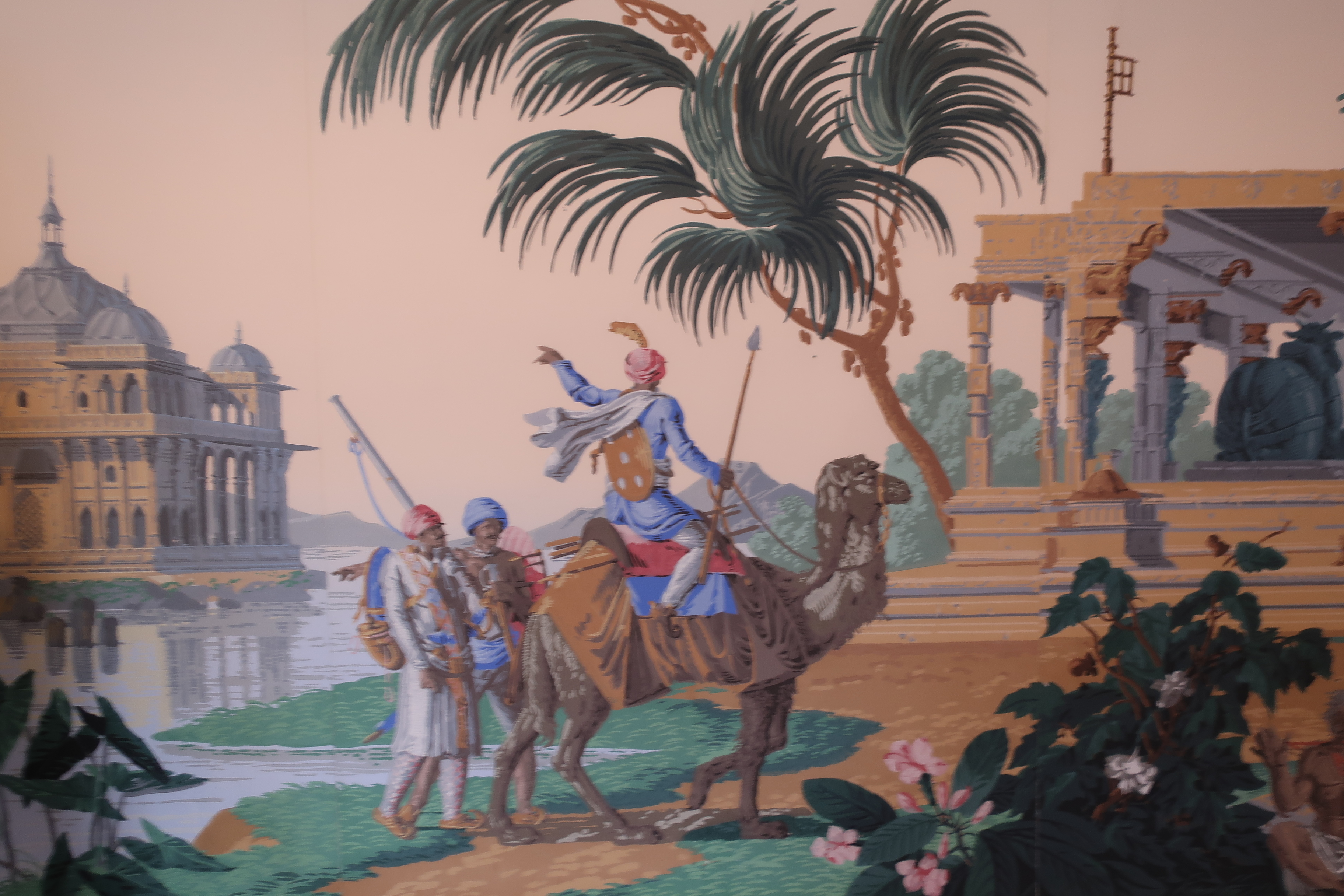
Musée Westercamp in Wissembourg

Im Oktober 2023 wurde das Unternehmen vom Hersteller traditioneller französische Stoffe, Tapeten, Teppiche und Möbel Pierre Frey übernommen.

## Künstler
Zwei Künstler haben die Tapeten von Zuber geprägt: Pierre-Antoine Mongin (1761–1827) und nach ihm Jean-Julien Deltil (1790–1863). Mongin war Maler, er stellte regelmäßig im Salon de Paris aus. Für seine exotischen Tapeten-Entwürfe nutzte er Beschreibungen und Abbildungen der Landschaften. Die Vegetation, die Tiere und Bewohner seiner Landschaften sind realistisch dargestellt, er ordnete sie so, dass der gewünschte Effet, das Panorama, entsteht. Deltil malte eher romantische Fantasie-Gärten im Stil der Zeit.

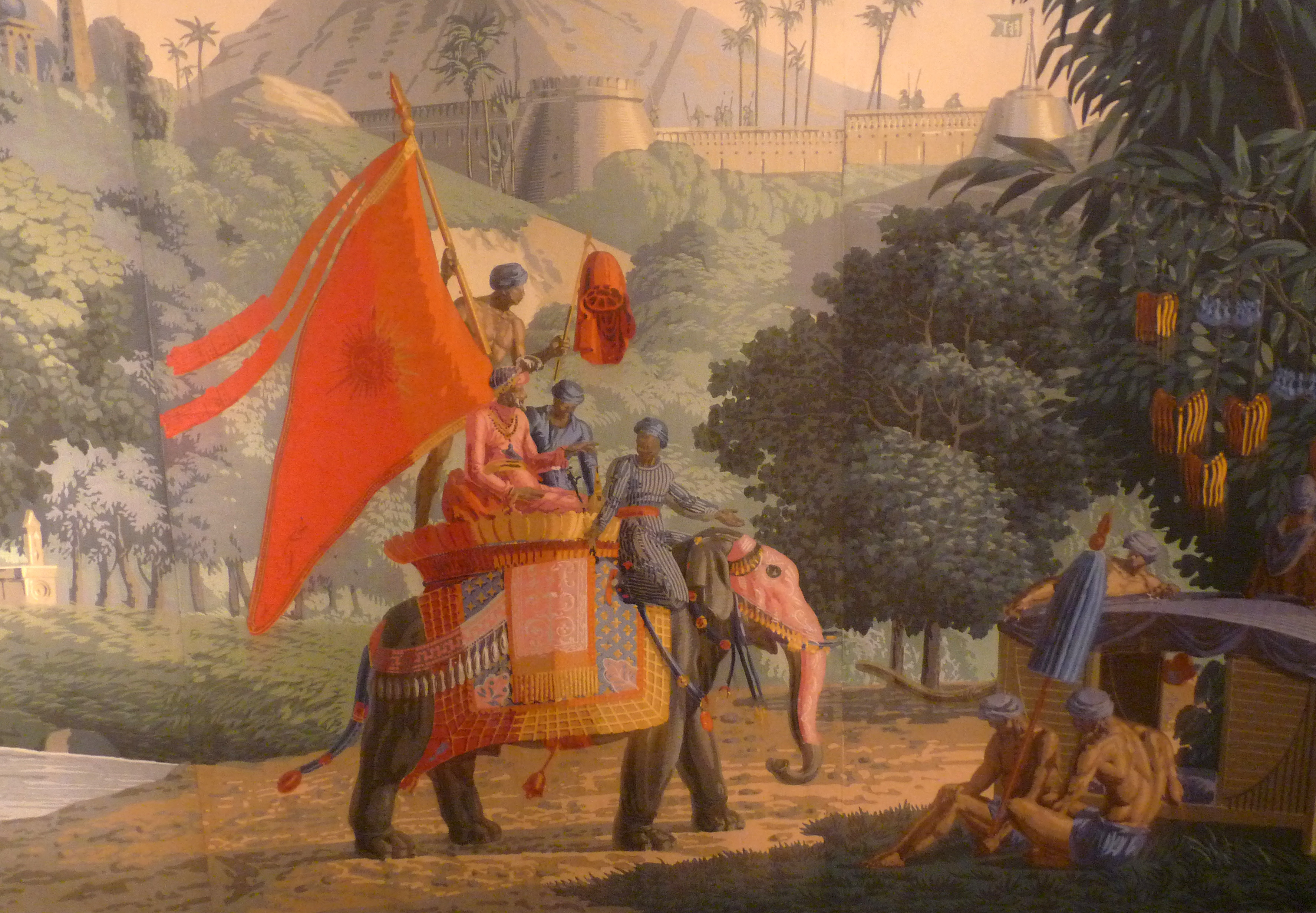
Hindoustan von Pierre-Antoine Mongin
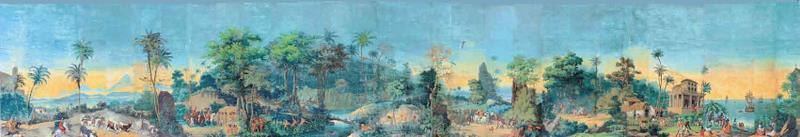
Vistas do Basil von Jean Julien Deltil